# Erannis bervaensis
Erannis bervaensis là một loài bướm đêm trong họ Geometridae.